# 寬鉗鎧甲蝦
寬鉗鎧甲蝦（学名：Galathea platycheles）为鎧甲蝦科鎧甲蝦屬下的一个种。